# Dolenci, Šalovci
Dolenci este o localitate din comuna Šalovci, Slovenia, cu o populație de 206 locuitori.